# Adolphe Maugendre

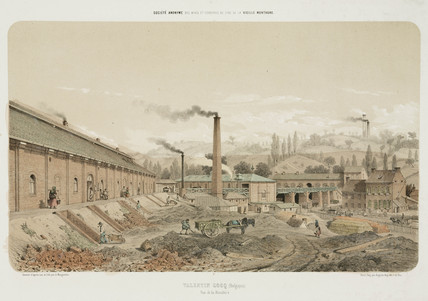
Zeche Valentin-Cocq in Jemeppe-sur-Meuse, Adolphe Maugendre (1855)

François Adolphe Maugendre (geboren am 21. April 1809 in Ingouville bei Le Havre; gestorben am 21. Januar 1895 in Paris) war ein französischer Landschaftsmaler, Zeichner und Lithograf.

## Werdegang
Maugendre hatte sich auf Landschaften, Veduten und Architekturdarstellungen spezialisiert. Er stellte zahlreiche großformatige Lithografien her. Unter anderem illustrierte er die Normandie und die Wallonie. Er ist bekannt für seine Liebe zum Detail. Besondere Bedeutung haben seine Industriebilder, die recht genaue Aufschlüsse über Aussehen und Zustand der von ihm porträtierten Anlagen zulassen, etwa von solchen, die er im Auftrag der 1837 von dem belgischen Bankier und Industriellen François-Dominique Mosselman gegründeten „Société Anonyme des Mines et Fonderies de Zinc de la Vieille-Montagne“ in den 1850er Jahren darstellte.
Einige seiner Werke befinden sich im Museum von Evreux und bieten einen Panoramablick auf die Stadt.